# دومینگو پرس
دومینگو پرس (اسپانیایی: Domingo Pérez‎؛ زادهٔ ۷ ژوئن ۱۹۳۶) بازیکن فوتبال اهل اروگوئه بود.
از باشگاه‌هایی که در آن بازی کرده‌است می‌توان به باشگاه فوتبال ناسیونال (اروگوئه) و باشگاه فوتبال ریور پلاته اشاره کرد.
وی همچنین در تیم ملی فوتبال اروگوئه بازی کرده‌است.